# 谢尔盖·塞朗
谢尔盖·塞朗（俄语：Сергей Сирант，1994年4月12日—），俄羅斯男子羽毛球運動員。

## 簡歷
2014年6月，谢尔盖·塞朗出戰立陶宛羽毛球國際賽，與斯坦尼斯拉夫·普霍夫合作贏得男子雙打比賽亞軍。
2015年5月，塞朗赢得里加羽毛球國際賽男子單打比賽冠軍。
2017年8月，塞朗參加蘇格蘭格拉斯哥舉行的世界羽毛球錦標賽，出戰男子單打項目，首圈就以0比2（13-21、12-21）不敵8號種子、印度的斯里坎特·基达姆比出局。

## 主要比賽成績
只列出曾進入準決賽的國際賽事成績：
| 年份   | 賽事                       | 公開賽級別 | 項目     | 拍檔                | 成績   |
| ------ | -------------------------- | ---------- | -------- | ------------------- | ------ |
| 2011年 | 歐洲青年羽毛球錦標賽       | 其他       | 混合團體 | －                  | 亞軍   |
| 2014年 | 斯洛文尼亞羽毛球國際賽     | 國際系列賽 | 男子雙打 | 丹尼斯·格拉切夫     | 準決賽 |
| 2014年 | 立陶宛羽毛球國際賽         | 未來系列賽 | 男子雙打 | 斯坦尼斯拉夫·普霍夫 | 亞軍   |
| 2015年 | 里加羽毛球國際賽           | 未來系列賽 | 男子單打 | －                  | 冠軍   |
| 2015年 | 立陶宛羽毛球國際賽         | 未來系列賽 | 男子單打 | －                  | 準決賽 |
| 2016年 | 立陶宛羽毛球國際賽         | 未來系列賽 | 男子單打 | －                  | 亞軍   |
| 2016年 | 保加利亞羽毛球公開賽       | 國際系列賽 | 男子單打 | －                  | 準決賽 |
| 2016年 | 世界大學生羽毛球錦標賽     | 其他       | 混合團體 | －                  | 季軍   |
| 2016年 | 美國羽毛球國際挑戰賽       | 國際挑戰賽 | 男子單打 | －                  | 亞軍   |
| 2017年 | 歐洲羽毛球混合團體錦標賽   | 其他       | 混合團體 | －                  | 亞軍   |
| 2017年 | 俄羅斯羽毛球大獎賽         | 大獎賽     | 男子單打 | －                  | 冠軍   |
| 2018年 | 巴西羽毛球國際賽           | 國際挑戰賽 | 男子單打 | －                  | 亞軍   |
| 2018年 | 白夜羽毛球賽               | 國際挑戰賽 | 男子單打 | －                  | 準決賽 |
| 2018年 | 杜拜羽毛球國際挑戰賽       | 國際挑戰賽 | 男子單打 | －                  | 準決賽 |
| 2019年 | 歐洲羽毛球混合團體錦標賽   | 其他       | 混合團體 | －                  | 季軍   |
| 2019年 | 拉各斯羽毛球國際經典賽     | 國際挑戰賽 | 男子單打 | －                  | 準決賽 |
| 2019年 | 哈薩克羽毛球國際賽         | 國際系列賽 | 男子單打 | －                  | 亞軍   |
| 2020年 | 歐洲羽毛球男女子團體錦標賽 | 其他       | 男子團體 | －                  | 季軍   |

| 2007-2017年 | 首要超級賽 | 超級賽 | 黃金大獎賽 | 大獎賽 | 國際挑戰賽 | 國際系列賽 | 未來系列賽 | 其他 |

| 2018-2026年 | 總決賽 | 超級1000賽 | 超級750賽 | 超級500賽 | 超級300賽 | 超級100賽 | 國際挑戰賽 | 國際系列賽 | 未來系列賽 | 其他 |

### 奧運會和世錦賽參賽紀錄
|          | 2017 | 2018 | 2019 | 2020       | 2021 |
| -------- | ---- | ---- | ---- | ---------- | ---- |
| 男子單打 | 64強 | 32強 | 64強 | 小組第二名 | 64強 |